# Irene Haschke

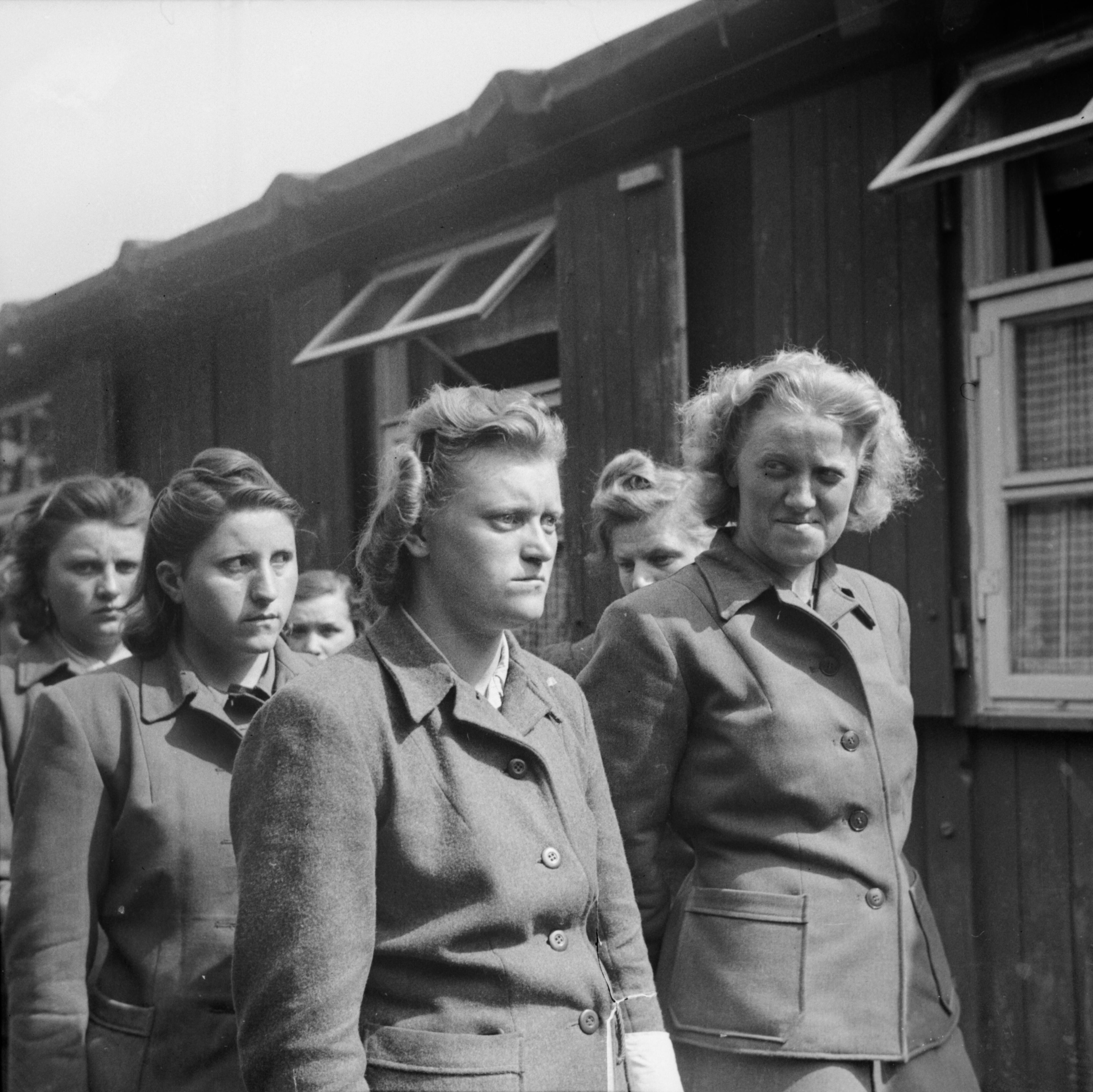
SS-Gefolge im KZ Bergen-Belsen nach der Befreiung am 19. April 1945, darunter Hildegard Kanbach (1. von links), Irene Haschke (Zentrum, 3. von rechts), Elisabeth Volkenrath (2. von rechts teilweise verdeckt), Hertha Bothe (1. von rechts) am 19. April 1945 auf dem Weg zur Bestattung der Opfer.

Irene Haschke (* 16. Februar 1921 in Friedeberg (Neumark); † unbekannt) war eine deutsche SS-Lageraufseherin in nationalsozialistischen Konzentrationslagern während des Zweiten Weltkriegs, insbesondere im KZ Bergen-Belsen im heutigen Niedersachsen in Norddeutschland, südwestlich der Stadt Bergen.

## Leben
Haschke arbeitete bis zum 16. August 1944 in einer Textilfabrik, als sie von der Schutzstaffel rekrutiert und für eine fünfwöchige Ausbildung zur Aufseherin in das KZ Groß-Rosen geschickt wurde.
Sie wurde für drei Wochen als SS-Aufseherin in das Lager Mährisch-Weißwasser bei Bílá Voda im Sudetenland versetzt. Später kehrte sie für einige Zeit in die Textilfabrik zurück, wurde aber am 15. Februar 1945 abgezogen und in das Konzentrationslager Bergen-Belsen gebracht, wo sie am 28. Februar 1945 ankam.
Am 15. April 1945 wurde sie von der britischen Armee gefangen genommen und aufgefordert, die Toten zu begraben. Am 17. September 1945 wurde sie von den Briten im Rahmen des Bergen-Belsen-Prozesses vor Gericht gestellt, in dem Josef Kramer und 44 weitere Personen, die in den Konzentrationslagern Auschwitz und Bergen-Belsen gearbeitet hatten, wegen Kriegsverbrechen angeklagt wurden. Dieser Prozess fand in der Lindenstraße 30 in Lüneburg statt. Am 17. November 1945 wurde sie wegen ihrer Beteiligung an diesen Verbrechen zu 10 Jahren Haft verurteilt, aber bereits am 21. Dezember 1951 entlassen.